# Buddy Electric

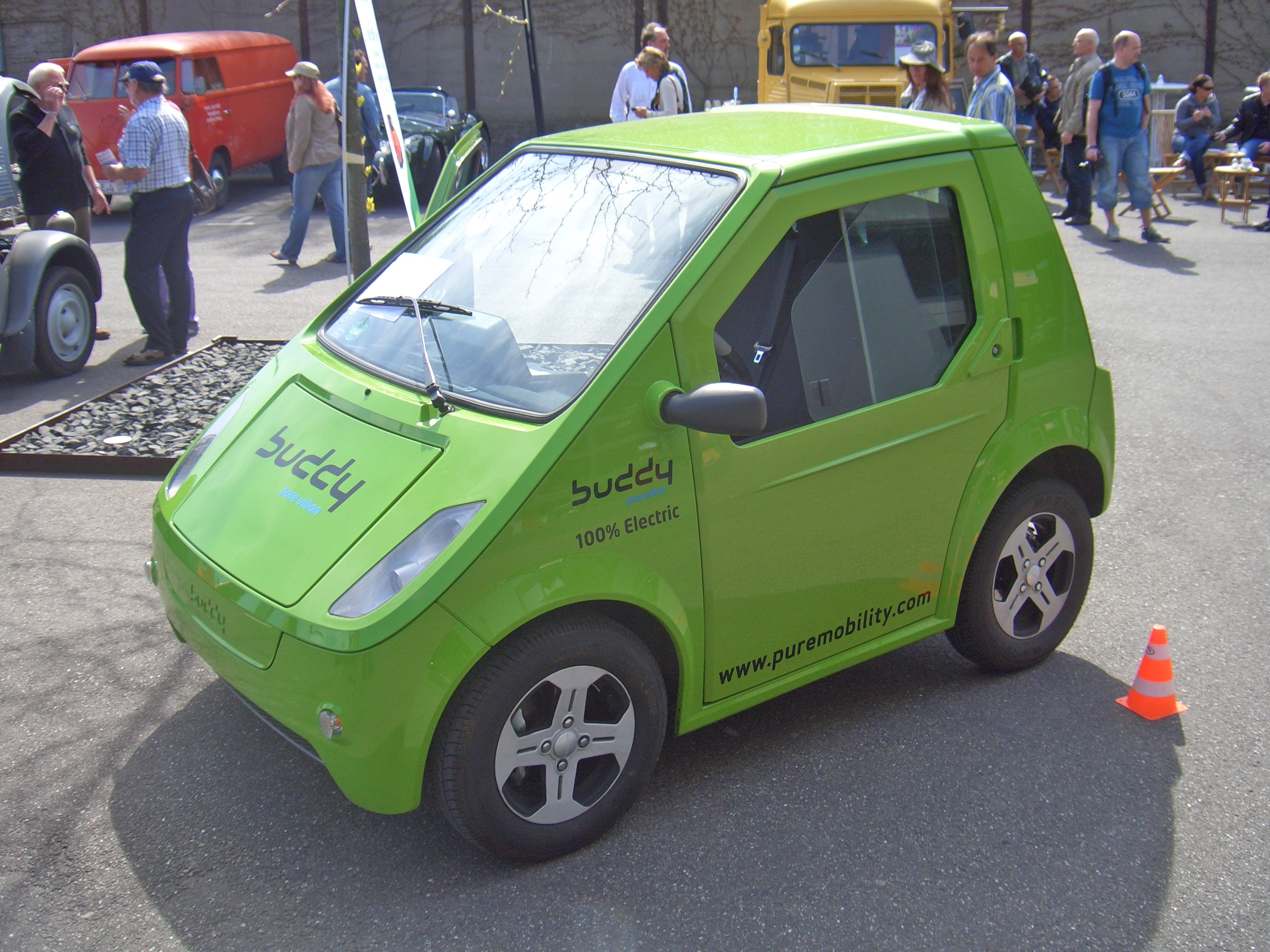
Buddy (2009)

Buddy Electric – norweski producent elektrycznych mikrosamochodów z siedzibą w Oslo, działający od 2005 roku.

## Historia
Przedsiębiorstwo Electric Car Norway powstało w 2005 roku w stolicy Norwegii, Oslo, w ramach procesu przejęcia innej stołecznej firmy Elbil Norge. Ta dotychczas zajmowała się produkcją elektrycznego mikrosamochodu Kewet Buddy, do którego prawa produkcji przejął nowy właściciel. W ramach tej zmiany, Electric Car Norway zdecydowało się zmienić nazwę pojazdu na Buddy, przeprowadzając także restylizację nadwozia.
Zmodernizowany pojazd pozostał w produkcji w tej formie przez kolejne 4 lata, podczas których powstało łącznie ok. 700 sztuk elektrycznego hatchbacka. Podczas wydarzenia Electric Vehicle Symposium 2009 Electric Car Norway przedstawiło gruntownie zmodyfikowaną, nową generację mikrosamochodu pod nazwą MetroBuddy. Rok później producent zmienił nazwę na PureMobility, by rok później ogłosić bankructwo. Nowi inwestorzy zdecydowali się wznowić działalność firmy, po raz trzeci przemianowując jej nazwę na Buddy Electric i kontynuując skoncentrowanie się na mikrosamochodzie Buddy.

## Modele samochodów

### Obecnie produkowane
- Buddy EV

### Studyjne
- MetroBuddy (2009)